# Carlo Rainaldi
Carlo Rainaldi (4. května 1611 Řím – 8. února 1691 tamtéž) byl italský barokní architekt.

## Životopis
Rainaldi byl jedním z vůdčích architektů Říma v 17. století. Zpočátku pracoval se svým otcem, Girolamem Rainaldim, pozdně manýristickým architektem. Po otcově smrti se jeho styl změnil na monumentálně barokní. Jeho práce zahrnují fasádu kostela sv. Jeronýma od Křesťanské lásky (1660) a Sant'Andrea della Valle (1661-65), kostely Santa Maria dei Miracoli a Santa Maria in Montesanto, a také Santa Maria in Campitelli (1663-67), který je považován za jeho nejlepší dílo.
Kromě budování a navrhování staveb se Rainaldi zabýval také aranžování scén pro náboženské události. Roku 1665 navrhl katafalk pro Filipa IV. Španělského.

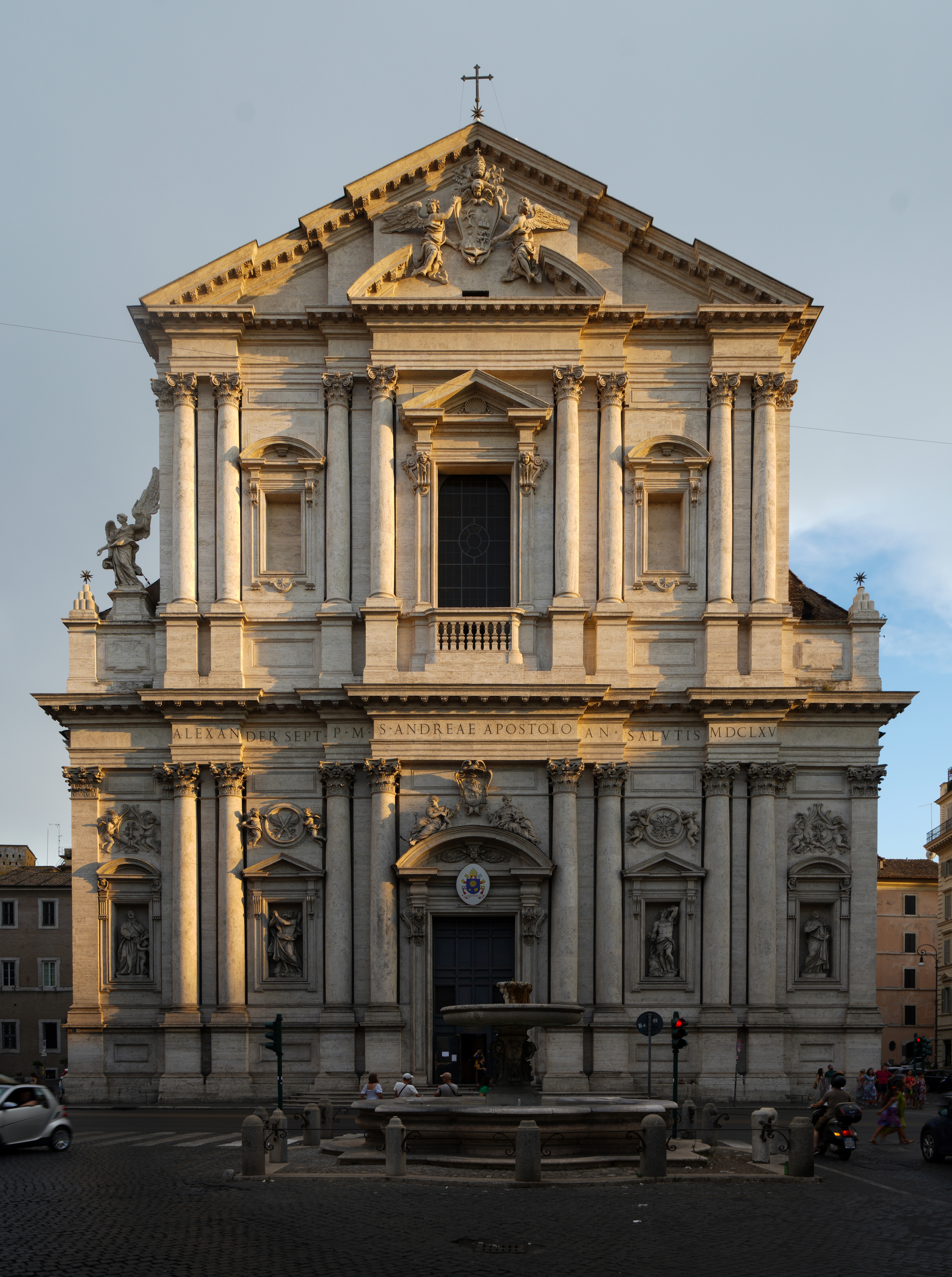
Sant Andrea della Valle
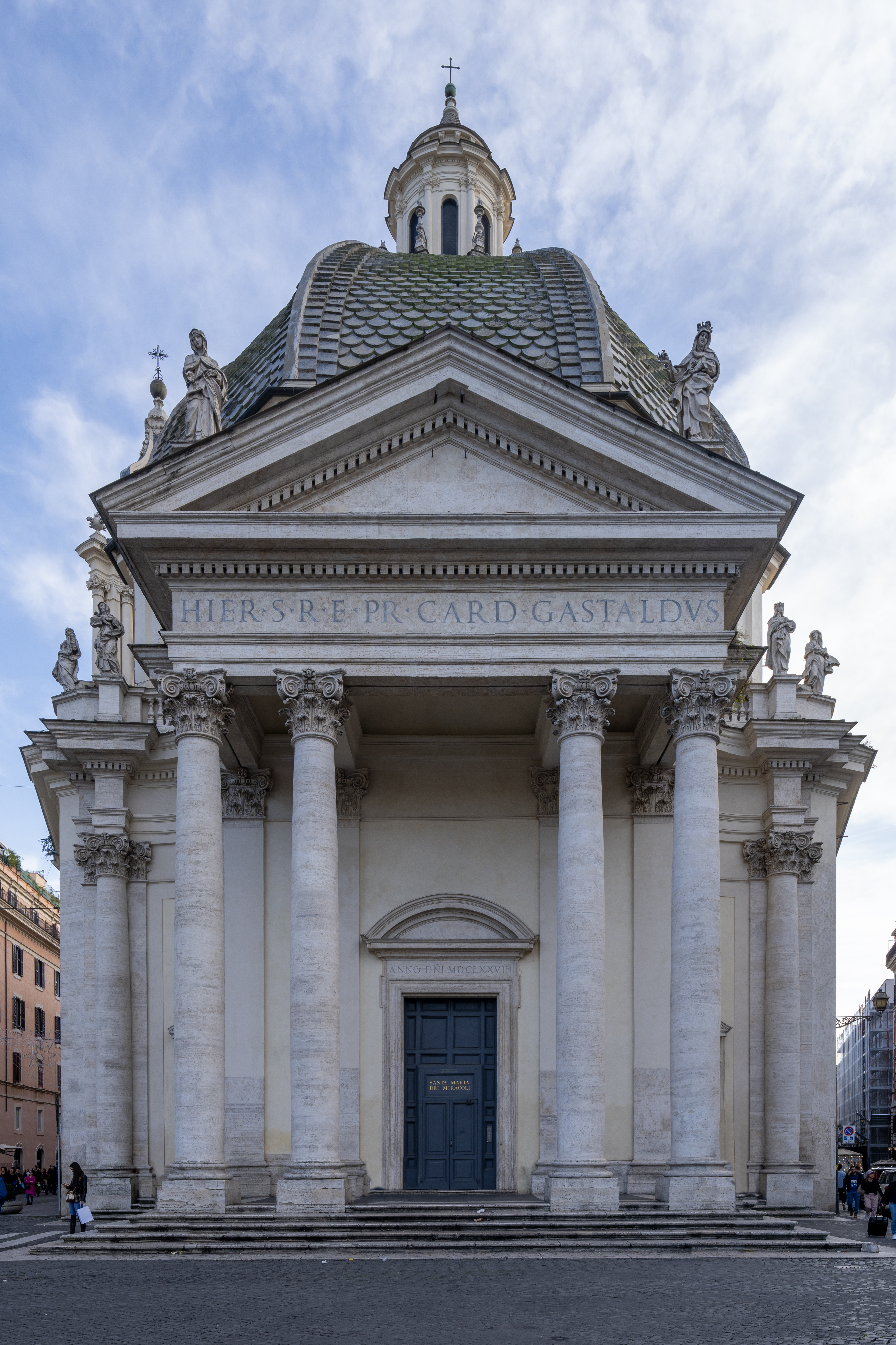
Santa Maria Miracoli
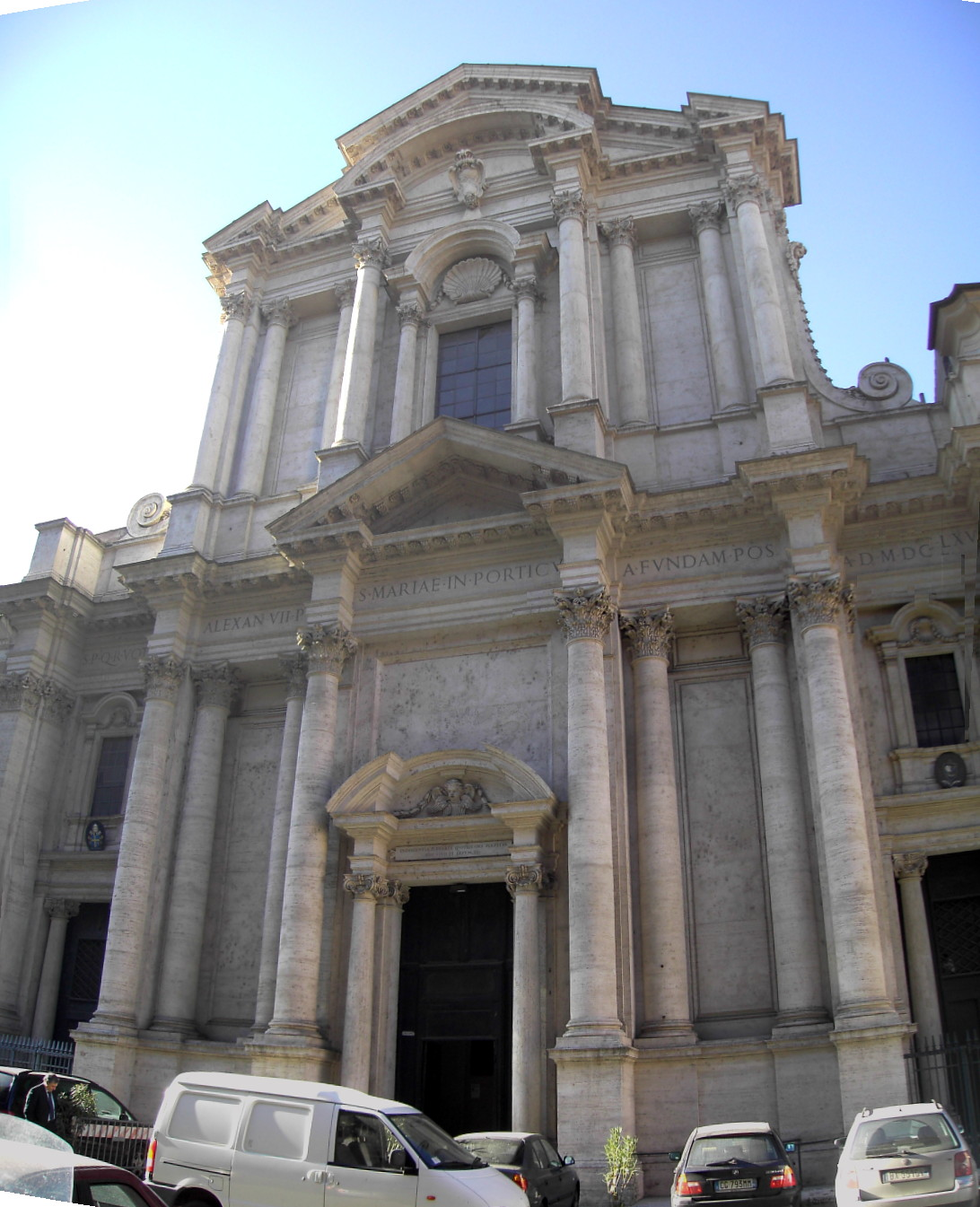
Santa Maria in Campitelli